# Craniospermum tuvinicum
Craniospermum tuvinicum là loài thực vật có hoa trong họ Mồ hôi. Loài này được Ovczinnikova mô tả khoa học đầu tiên năm 2000.